# 高井利平
高井 利平（たかい りへい、旧姓・臼井、前名・竹次郎、1868年11月18日〈明治元年10月5日〉 - 没年不明）は、日本の実業家・地主・資産家。万里銀行頭取。五十六銀行常務取締役。三十八銀行、高井織物各監査役。姫路莫大小取締役。族籍は兵庫県平民。

## 人物
兵庫県加東郡上福田村字木梨（現・加東市）に生まれた。臼井庄吉の二男。小野中学校卒業後、東京、大阪、琉球等の各地の銀行に勤務した。高井家の養子となり、1898年に養祖父利平の後を承け家督を相続し、前名竹次郎を改め襲名した。
資性温厚、誠直であった。趣味は謡曲、仕舞囃子。宗教は曹洞宗。住所は兵庫県姫路市大黒町。

## 家族・親族
高井家
- 養祖父・利平[2][10]（木綿卸商）[11] - 姫路大黒町の人である[10]。利兵衛の子である[10]。家は国産木綿問屋を営み慶応3年、藩御用達となった[10]。1891年、万里銀行を起こした[10]。姫路実業界の巨頭であった[10]。1898年8月24日、没した[10]。年72[10]。
- 養父・利三郎[2]
- 養妹
  - ふく（1883年 - ?、福岡、野田義夫の妻）[2]
  - はる（1886年 - ?、米沢吉次郎の長男政太郎の妻）[2]
- 妻・ちか（1876年 - ?、養父・利三郎の長女）[5]
- 男・英一（1895年 - ?、神戸銀行員）[2]
  - 同妻・しげ（1900年 - ?、兵庫、小寺慶之助の二女）[1]
- 長女・ちよ（1898年 - ?、田淵一雄の妻）[5]
- 二男・順二（1908年 - ?、野田義夫の養子）[2]
- 男・孝三（1909年 - ?、大阪貯蓄銀行員[2]、大阪府立園芸教諭[7]）
- 孫[7]

親戚
- 高井利一郎（高井織物社長、姫路市会議員）[8]
- 野田義夫[2]（教育者）